# Inchy-en-Artois
Inchy-en-Artois è un comune francese di 599 abitanti situato nel dipartimento del Passo di Calais nella regione dell'Alta Francia.

## Società

### Evoluzione demografica
Abitanti censiti